# Obeya
Obeya – japanisch für "großer Raum" oder "war room" – bezeichnet eine Form des Projektmanagements bei Toyota und ist ein Teil des Toyota-Produktionssystems und damit eine Komponente des Lean Managements bzw. Lean Production. Während der Produkt- und Prozessentwicklung sind alle an der Planung beteiligten Personen in einem 'großen Raum' vereinigt, um schnellste Kommunikation und kürzeste Entscheidungswege zu erreichen. Somit entfallen die klassischen Barrieren, die sich durch das "Abteilungsdenken" im Laufe der Zeit entwickelt haben. In gewisser Weise kann man sogar von einer Erweiterung des Teamgeistes auf administrativer Ebene sprechen. Bei Toyota sind dadurch Fahrzeugentwicklungen in deutlich weniger als 20 Monaten möglich geworden (Zum Vergleich: Der Durchschnitt bei anderen Automobilbauern liegt bei 36 Monaten).